# ين أون هي
يون أون هاي (بالكورية: 윤은혜؛ ولدت في 3 أكتوبر 1984)، هي ممثلة ومغنية كورية جنوبية. ظهرت لأول مرة كعضوة في فرقة الفتيات "بيبي فوكس" واستمرت مع الفرقة من عام 1999 إلى 2005، وكذلك في فرقة المشروع النسائية "WSG Wannabe" في عام 2022.
منذ ذلك الحين، انتقلت يون إلى التمثيل واشتهرت ببطولتها في العديد من الدراما التلفزيونية. في عام 2006، شاركت في مسلسل "ساعات الأمير" وكذلك في "رجل الكروم". لاحقًا في عام 2007، لعبت دورًا بارزًا في الدراما الشهيرة "أمير القهوة". في عام 2009، ظهرت في مسلسل "سيدتي الجميلة"، بينما شاركت في عام 2011 في الدراما الرومانسية "اكذب علي". أما في عام 2012، فقد قدمت أداءً مميزًا في مسلسل "أفتقدك".

## المـسـلسـلات
| اسم       | عنوان العمل           | الدور            | قناة البث | ملاحظة             |
| --------- | --------------------- | ---------------- | --------- | ------------------ |
| 2006      | Princess Hours        | شين تشاي يونغ    | ام بي سي  |                    |
| 2006      | The Vineyard Man      | لي جي هيون       | كي بي اس  |                    |
| 2007      | Coffee Prince         | جو اون تشان      | ام بي سي  |                    |
| 2009      | My Fair Lady          | كانغ هاي نا      | كي بي اس  |                    |
| 2010      | Personal Taste        | يون اون سوو      | ام بي سي  | (ظهور, ح8)         |
| 2011      | Lie To Me             | جونج اه جونغ     | اس بي اس  |                    |
| 2012      | Road for Hope         | نفسها            | كي بي اس  | (ظهور)             |
| 2012–2013 | Missing You           | لي سو ايون / زوي | ام بي سي  |                    |
| 2013      | Marry Him If You Dare | نا مي را         | كي بي اس  |                    |
| 2018      | Happy to Meet You     | نفسها            | تينسنت    | دراما صنينة (ظهور) |
| 2018      | Love Alert            | يون يوو جونغ     | ام بي ان  |                    |
| 2019      | Go Go Song            | جونج سون هوا     | سي جي ان  |                    |

## الأفــلام
- My Black Mini Dress / 2011
- The Legend of Seven Cutter / 2006
- Escaping from Charisma / 2006

## الجوائز
- 2012 جوائز MBC للدراما: جائزة نجمة الهاليو (I Miss You)
- 2012 جوائز MBC للدراما: جائزة أكثر الممثلات شعبية (I Miss You)
- 2009 جوائز KBS للدراما: جائزة أفضل ثنائي فني مع Yoon Sang Hyun في دراما (my fair lady)
- 2009 جوائز KBS للدراما: : جائزة أكثر الممثلات شعبية عن دراما (my fair lady).
- 2008 مهرجان Baeksang للفنون: جائزة أفضل ممثلة تلفزيونية عن مسلسل (The 1st Shop of Coffee Prince).
- 2007 جوائز MBC للدراما: جائزة التميز عن مسلسل (The 1st Shop of Coffee Prince).
- 2006 جوائز The Grime للفن: جائزة أفضل ممثلة (The Vineyard Man)
- 2006 جوائز KBS للدراما: جائزة أفضل ممثلة جديدة (The Vineyard Man)
- 2006 جوائز KBS للدراما: جائزة أفضل ثنائي فني مع Oh Man Suk في دراما (The Vineyard Man)
- 2006 جوائز MBC للدراما: جائزة أفضل ممثلة جديدة عن (Goong)
- 2001 جوائز خط الموضة: جائزة أفضل مغنية ترتدي فستان
- 1999 جائزة سيول للموسيقى العاشرة: أفضل راقصة.

## روابط خارجية
- ين أون هي على موقع IMDb (الإنجليزية)
- ين أون هي على موقع ميوزك برينز (الإنجليزية)
- ين أون هي على موقع قاعدة بيانات الفيلم (الإنجليزية)